# Nišiki (Kumamoto)
Nišiki (japonsky: 錦町, Nishiki-machi) je město v Okrese Kuma v Prefektuře Kumamoto. Název města vychází z japonského slova pro Brokát, které je použito jako název pro více než jedno město v Japonsku. Původ města se datuje do roku 1884, kdy došlo ke sloučení tří vesnic. Dvě vesnice (Ičibu a Kidžo) byly sloučeny s Nišiki, známé jako Niši-mura v roce 1955. Status města získala 1. 4. 1965.
Město mělo k 28. 5. 2017 10 916 obyvatel. Rozloha je 84,87 km2.

## Geografie
Město Nišiki se nachází v jižní části prefektury Kumamoto. 70 kilometrů jiho-jihovýchodně se nachází hlavní město prefektury.